# Майже ідеальний роман
«Майже ідеальний роман» (англ. An Almost Perfect Affair) — американська кінокомедія режисера Майкла Рітчі з Монікою Вітті й Кітом Керрадайном у головних ролях, що вийшов 27 квітня 1979 року.

## Сюжет
У цій романтичній комедії розповідається про американського кінематографіста, який полюбив прекрасну даму з вищого світу, дружину могутнього італійського кіномагната, почесного гостя Каннського фестивалю. Таким чином, виник любовний трикутник, іменований у просторіччі «адюльтер». Повільний розвиток сюжету не заважає створенню романтичної атмосфери.

## У ролях
| Кіт Керрадайн       | ···· | Хел Реймонд                   |
| Моніка Вітті        | ···· | Марія Бароне                  |
| Раф Валлоне         | ···· | Федеріко Бароне               |
| Крістіан Де Сіка    | ···· | Карло Бароне                  |
| Дік Ентоні Вільямс  | ···· | Ендрю Джексон                 |
| Анна Марія Хорсфорд | ···· | Емі Зон                       |
| Катя Бергер         | ···· | дочка Марії і Федеріко Бароне |

## Знімальна група
| Режисер    | ···· | Майкл Рітчі                                 |
| Сценарій   | ···· | Дон Пітерсен, Волтер Бернстайн, Майкл Рітчі |
| Продюсер   | ···· | Террі Карр                                  |
| Оператор   | ···· | Анрі Деке                                   |
| Композитор | ···· | Жорж Дельрю                                 |
| Художник   | ···· | Віллі Холт, Танін Отр                       |
| Монтаж     | ···· | Річард А. Харріс                            |